# Антили
Анти́ли (греч. Ανθήλη) — малый город в Греции. Расположен на высоте 8 м над уровнем моря, на левом берегу реки Сперхиос, близ её устья, севернее и выше по течению места слияния с Асопосом, на аккумулятивной равнине к западу от залива Малиакос Эгейского моря, к юго-востоку от города Ламия. Административно относится к общине Ламия в периферийной единице Фтиотида в периферии Центральная Греция. Площадь 50,151 квадратного километра. Население 1693 человек по переписи 2011 года.
Восточнее города проходит автострада 1 (ПАСЭ).

## История
В древности Фермопилы представляли собой узкий проход, в котором Леонид во время Фермопильского сражения с горсткой спартанцев мог задержать целую персидскую армию. Фермопилы исчезли в настоящее время из-за наносов Сперхиоса, которые заполнили ближайшую часть залива Малиакос и превратили узкий проход в широкую прибрежную равнину.
По Геродоту река Асоп протекала мимо небольшого поселения Анфе́ла (др.-греч. Ἀνθήλη, лат. Anthele) у входа в Фермопильское ущелье. Здесь узкий проход Фермопилы расширялся, находились храм Деметры и здания Амфиктионии; здесь же происходили осенние собрания амфиктионов.
До 1927 года (ΦΕΚ 206Α) назывался Ими́рбеис (Ιμίρμπεης), затем был переименован в Антили по названию древнего города Анфела.

## Население
| Год  | Население, человек |
| ---- | ------------------ |
| 1991 | 1755               |
| 2001 | 1469               |
| 2011 | ↗ 1693             |